# La zingara (programma televisivo)
La zingara (intitolato nel 1996-97 Le torri della zingara) è stato un programma televisivo italiano di genere game show, trasmesso nell'access prime time di Rai 1 dal 1995 al 2000 e nel 2002, spin-off di Luna Park.

## Storia del programma
Il gioco della zingara nasce come parte integrante di Luna Park, gioco a premi in onda nel preserale di Rai 1 dal 1994 al 1997, diventandone sin da subito il momento più noto e di successo, nonché il solo presente in tutte le puntate delle tre edizioni realizzate del programma.
Tale consenso porta alla realizzazione di una vera e propria appendice dal titolo La zingara, una striscia quotidiana collocata nella neonata fascia dell'access prime time della prima rete Rai, in coda all'edizione appena terminata del TG1 delle 20:00.
Ogni puntata durava 5 minuti circa, anticipa la successiva proposta di prima serata e dal lunedì al venerdì seguiva la rubrica Il Fatto di Enzo Biagi, mentre quelle del sabato ed estive si allungano a 10 minuti circa. La prima puntata, trasmessa sabato 9 dicembre 1995, ottiene un ascolto di quasi 6 milioni di telespettatori e il 24,10%.
Per le prime due edizioni, lo spin-off era realizzato presso il medesimo set di Luna Park, in diretta dal Teatro 15 di Cinecittà in Roma, e la conduzione era affidata agli stessi volti alla guida del programma madre, seguendone in maniera pedissequa la tabella di alternanza giornaliera: al fianco della ''zingara'', interpretata dall'attrice Cloris Brosca, si alternavano infatti, Pippo Baudo, Fabrizio Frizzi, Milly Carlucci, Mara Venier, Rosanna Lambertucci, Paolo Bonolis, Anna Falchi, Carlo Conti e Giancarlo Magalli. La seconda edizione prende il nome Le torri della zingara e prevede più giochi, con la Zingara presente alla fine con solo tre carte.

### La versione itinerante (1997-2000)
Dopo la chiusura di Luna Park, il programma diventa ufficialmente una produzione a sé stante e viene proposto nel periodo estivo in una versione itinerante in giro per l'Italia, con la conduzione fissa di Giorgio Comaschi.
(leitmotiv della versione itinerante, usato come sigla d'apertura delle edizioni estive)
Il gioco, nuovamente con il titolo La zingara e sempre posizionato nell'access prime time di Rai 1, si svolge in esterna (su un palco mobile che simula un tendone) nelle piazze italiane e i giocatori sono gli abitanti della località scelta come tappa, in una città di una regione diversa per ogni settimana.
La trasmissione mantiene questa formula per ben quattro edizioni: la terza va in onda dal 30 giugno al 25 settembre 1997, la quarta dall'8 giugno 1998 al 5 febbraio 1999, la quinta dal 7 giugno al 22 ottobre 1999 e la sesta dal 12 giugno al 22 settembre 2000.

### Il ritorno e la chiusura (2002)
Nell'autunno 2002, dopo due anni di assenza, la trasmissione torna in onda dal 4 novembre e viene programmata in sostituzione della sit-com Max & Tux, per tamponare l'emorragia di ascolti dell'access prime time dell'ammiraglia Rai, causata dall'editto bulgaro e dalla conseguente cancellazione de Il Fatto di Enzo Biagi.
A differenza delle precedenti edizioni itineranti, questa stagione è ambientata all'interno di castelli e palazzi storici italiani (come il Palazzo dei Consoli di Gubbio). La durata di ciascuna puntata varia tra i 15 e i 20 minuti circa e al timone è presente Stefano Sarcinelli, mentre ai concorrenti selezionati in loco si aggiunge la partecipazione telefonica del pubblico a casa: se la carta della luna nera esce due volte, questa offre la possibilità a uno spettatore di accaparrarsi il montepremi del concorrente, rispondendo a un indovinello.
Questa edizione, la settima ed ultima, registra dati poco esaltanti (talvolta scivolando sul 15-16% di share) e il programma chiude definitivamente dopo poco più di un mese, venerdì 13 dicembre 2002, succeduto dal game show Il castello.

## Caratteristiche
Come al Luna Park, il concorrente chiamato a giocare deve scegliere una carta tra le sette disponibili sul tavolo della Zingara, interpretata sempre da Cloris Brosca.
Se è una carta buona, la Zingara fa una domanda in rima con versi endecasillabi alla quale il giocatore deve rispondere se vuole vincere il premio in danaro; se non è in grado di rispondere non vince, ma può continuare a giocare scegliendo un'altra carta. Più il giocatore va avanti, più i premi aumentano, e in modo proporzionale aumentano le difficoltà e anche le probabilità di pescare la carta chiamata la "Luna Nera"; se ciò accade il gioco finisce e il giocatore perde tutto quanto ha accumulato fino a quel momento, egli però dopo ogni domanda può scegliere se continuare o fermarsi.
Le risposte alle domande erano solitamente proverbi e modi di dire italiani.
La musica della sigla è di Chicco Santulli. Le tastiere e il sintetizzatore sono programmati e suonati da Luca Bignardi e Mauro Malavasi; per quanto riguarda la sezione ritmica, il basso è suonato da Ignazio Orlando e la batteria è suonata da Antonello Giorgi; la sezione fiati ha Marco Tamburini alla tromba e Sandro Comini al trombone.
La sigla del programma è scritta da Saverio Grandi e Claudio Guidetti e interpretata da Cloris Brosca.
Nell'autunno del 1997 il gioco della "Zingara" viene leggermente modificato e proposto come gioco all'interno del quiz Colorado - Due contro tutti, dove Cloris Brosca diventa la "Regina della piramide" e le sue carte raffigurano i pianeti del sistema solare.
L'anno successivo, il gioco viene proposto nella sua versione originale all'interno del quiz preserale In bocca al lupo!.
Il leitmotiv della trasmissione in access era:

## Cronologia
| Edizione | Titolo     | Messa in onda     | Messa in onda     | Rete  | Puntate | Conduzione         | Conduzione         | Conduzione         | Conduzione          | Conduzione         | Conduzione         | Conduzione         | Regia                | Sede                                                              |
| Edizione | Titolo     | Inizio            | Fine              | Rete  | Puntate | Conduzione         | Conduzione         | Conduzione         | Conduzione          | Conduzione         | Conduzione         | Conduzione         | Regia                | Sede                                                              |
| -------- | ---------- | ----------------- | ----------------- | ----- | ------- | ------------------ | ------------------ | ------------------ | ------------------- | ------------------ | ------------------ | ------------------ | -------------------- | ----------------------------------------------------------------- |
| 1ª       | La zingara | 9 dicembre 1995   | 21 giugno 1996    | Rai 1 |         | Fabrizio Frizzi    | Milly Carlucci     | Mara Venier        | Rosanna Lambertucci | Paolo Bonolis      | Pippo Baudo        | Pippo Baudo        | Riccardo Donna       | Teatro 15 di Cinecittà                                            |
| 2ª       | La zingara | 23 settembre 1996 | 28 giugno 1997    | Rai 1 | 234     | Fabrizio Frizzi    | Milly Carlucci     | Mara Venier        | Rosanna Lambertucci | Anna Falchi        | Carlo Conti        | Giancarlo Magalli  | Riccardo Donna       | Teatro 15 di Cinecittà                                            |
| 3ª       | La zingara | 30 giugno 1997    | 25 settembre 1997 | Rai 1 | 64      | Giorgio Comaschi   | Giorgio Comaschi   | Giorgio Comaschi   | Giorgio Comaschi    | Giorgio Comaschi   | Giorgio Comaschi   | Giorgio Comaschi   | Marilena Fogliatti   | in esterna e Studio 5 del Centro di produzione Rai DEAR Nomentano |
| 4ª       | La zingara | 8 giugno 1998     | 5 febbraio 1999   | Rai 1 | 181     | Giorgio Comaschi   | Giorgio Comaschi   | Giorgio Comaschi   | Giorgio Comaschi    | Giorgio Comaschi   | Giorgio Comaschi   | Giorgio Comaschi   | Gianfranco Di Pasqua | in esterna e Studio 5 del Centro di produzione Rai DEAR Nomentano |
| 5ª       | La zingara | 7 giugno 1999     | 22 ottobre 1999   | Rai 1 | 97      | Giorgio Comaschi   | Giorgio Comaschi   | Giorgio Comaschi   | Giorgio Comaschi    | Giorgio Comaschi   | Giorgio Comaschi   | Giorgio Comaschi   | Gianfranco Di Pasqua | in esterna e Studio 5 del Centro di produzione Rai DEAR Nomentano |
| 6ª       | La zingara | 11 giugno 2000    | 22 settembre 2000 | Rai 1 | 68      | Giorgio Comaschi   | Giorgio Comaschi   | Giorgio Comaschi   | Giorgio Comaschi    | Giorgio Comaschi   | Giorgio Comaschi   | Giorgio Comaschi   | Gianfranco Di Pasqua | in esterna e Studio 5 del Centro di produzione Rai DEAR Nomentano |
| 7ª       | La zingara | 4 novembre 2002   | 13 dicembre 2002  | Rai 1 | 24      | Stefano Sarcinelli | Stefano Sarcinelli | Stefano Sarcinelli | Stefano Sarcinelli  | Stefano Sarcinelli | Stefano Sarcinelli | Stefano Sarcinelli | Gianfranco Di Pasqua | in esterna                                                        |

## Citazioni
- Il rapper Frankie hi-nrg mc cita il personaggio e la celebre carta della "luna nera" nel testo di Quelli che benpensano (canzone del 1997 con la partecipazione di Riccardo Sinigallia): "Che vorrebbero dar fuoco ad ogni zingara, ma l'unica che accendono è quella che dà loro l'elemosina ogni sera, quando mi nascondo sulla faccia oscura della loro luna nera".
- A conferma del successo del personaggio, vi fu l'imitazione comica della zingara Cloris fatta in quegli anni da parte di Luciana Littizzetto, che nei suoi sketch si presentava dicendo: Sono Cloris, la zingara più amata dagli italiani e più odiata dai carabinieri.

## Prodotti derivati
In contemporanea alla trasmissione del quiz, viene messo in commercio un gioco da tavolo, ispirato al programma e prodotto da Editrice Giochi.
Nel 1996 Bruno Broccoli e il figlio Umberto, autori del programma, scrissero il libro Luna Park. La Zingara, compendio di tutti gli indovinelli posti dalla Zingara, finalista del premio Satira dello stesso anno.